# 兹沃伦工业大学
兹沃伦工业大学（Technická univerzita vo Zvolene），是一所位于斯洛伐克城镇兹沃伦的理工类公立大学。

## 历史
1952年成立高等专科学校，当时定名为林木技术学院（College of Forestry and Wood Technology）。
1991年取得大学资格并改为现名。